# Муршидабад (округ)
Муршидабад (англ. Murshidabad, бенг. মালদা জেলা) — округ в индийском штате Западная Бенгалия. Название округу дал город Муршидабад, который в течение нескольких веков был столицей мусульманских правителей Бенгалии. Административный центр округа — Бахарампур.
На севере Муршидабад граничит с округом Малда, на западе — с округом Бирбхум, на юго-западе — с округом Бардхаман, на юге — с округом Надия и на востоке — с Бангладеш.